# جاك روبنسون (لاعب كرة قدم أمريكية)
جاك روبنسون (بالإنجليزية: Jack Robinson)‏ هو لاعب كرة قدم أمريكية أمريكي، ولد في 20 أبريل 1913 في Huntington (CDP), New York ‏ في الولايات المتحدة، وتوفي في 27 ديسمبر 1971 في غاردين سيتي في الولايات المتحدة.